# 아서 오코넬
아서 조지프 오코넬(Arthur Joseph O'Connell, 1908년 3월 29일 ~ 1981년 5월 18일)는 미국의 배우이다. 

## 영화
- 나치의 그늘 (1975년)
- 허클베리 핀 (1974년)
- 위키드, 위키드 (1973년)
- 의혹의 그림자 (1972년)
- 벤 (1972년)
- 포세이돈 어드벤쳐 (1972년) - 채플레인 존 역
- 크루키드 맨 (1970년)
- 마지막 계곡 (1970년)
- 더 파워 (1968년)
- 청춘 할아버지 (1967년)
- 사이렌서 (1966년)
- 바디 캡슐 (1966년)
- 미스터 풍선 인간 (1966년)
- 그레이트 레이스 (1965년) - 헨리 굿바디 역
- 키싱 코즌 (1964년)
- 도망자 (1963년)
- 폴로우 댓 드림 (1962년)
- 미스티 (1961년)
- 포켓에 가득찬 행복 (1961년)
- 시머론 (1960년)
- 하운드-독 맨 (1959년) - 아론 맥키니 역
- 기젯 (1959년)
- 오퍼레이션 페티코트 (1959년)
- 살인의 해부 (1959년)
- 서부의 사나이 (1958년)
- 오퍼레이션 매드 볼 (1957년)
- 회색 양복을 입은 사나이 (1956년)
- 솔리드 골드 캐딜락 (1956년)
- 버스 정류장 (1956년)
- 피크닉 (1955년)
- 스튜디오 원 (1948년)
- 스테이트 오브 더 유니온 (1948년)
- 홈커밍 (1948년)
- 몬테 크리스토 백작 (1948년)
- 원 터치 오브 비너스 (1948년)
- 투 걸즈 온 브로드웨이 (1940년)
- 훌라벌루 (1940년)